# Darwin-Glas

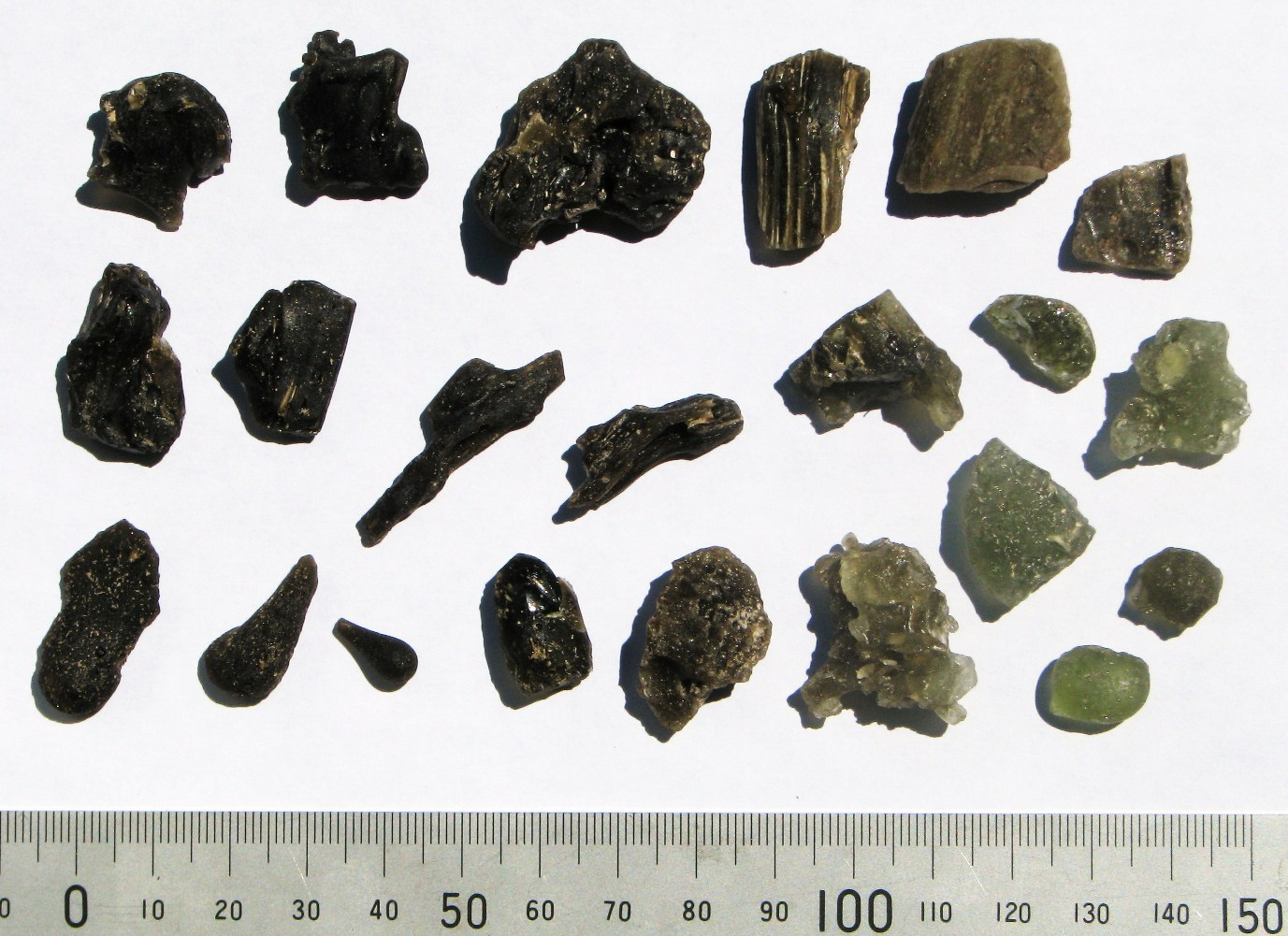
Darwin-Glas (Farbvarietäten)

Darwin-Glas (auch Queenstownit) ist ein natürliches Glas, das durch Aufschmelzen von Gesteinen infolge des Impaktes eines Meteoriten entstanden ist. Die hell- bis dunkelgrünen, teilweise auch weißen oder schwarzen Impaktgläser kommen in der Umgebung des sog. Darwin-Kraters in der Nähe Queenstown in Tasmanien (Australien) vor. Der Krater entstand beim Aufschlag eines Meteoriten vor etwa 816.000 Jahren.

## Entdeckungsgeschichte
1910 beschrieb ein Assistent des Regierungsgeologen L. K. Ward den Fund von schlackenartigem, schaumigem Glas in Form von Tropfen und gewundenen Gesteinsfetzen. Diese Funde wurden zunächst als alte Hüttenschlacken gedeutet. Im Jahr 1914 wurden die Gläser eingehend petrografisch untersucht und nach dem Fundort nahe Mount Darwin als Darwin-Glas bezeichnet.
Einige Proben wurden zur Begutachtung Franz Eduard Suess nach Wien geschickt, der als Spezialist für natürliche und kosmische Gläser galt. Zunächst hielt er die glasartigen Gesteine ebenfalls für artifizielle Schlacken. Eine vulkanische Entstehung der Gläser schloss er aus, weil entsprechende Vulkane in der Umgebung nicht bekannt waren. Nach anfänglicher Skepsis beschrieb Suess aufgrund der Ähnlichkeit der tasmanischen Gläser mit den gut untersuchten Moldaviten die glasigen Gesteinsproben als Tektite. Er benannte die Gläser in Anlehnung an die nächstgelegene größere Stadt als Queenstownit. Heute werden kraternah abgelagerte Gläser als Impaktgläser bezeichnet, während Tektite natürliche Gläser bezeichnen, die in einem großen Abstand (>100 km) vom Krater aufgefunden werden.

## Verbreitung

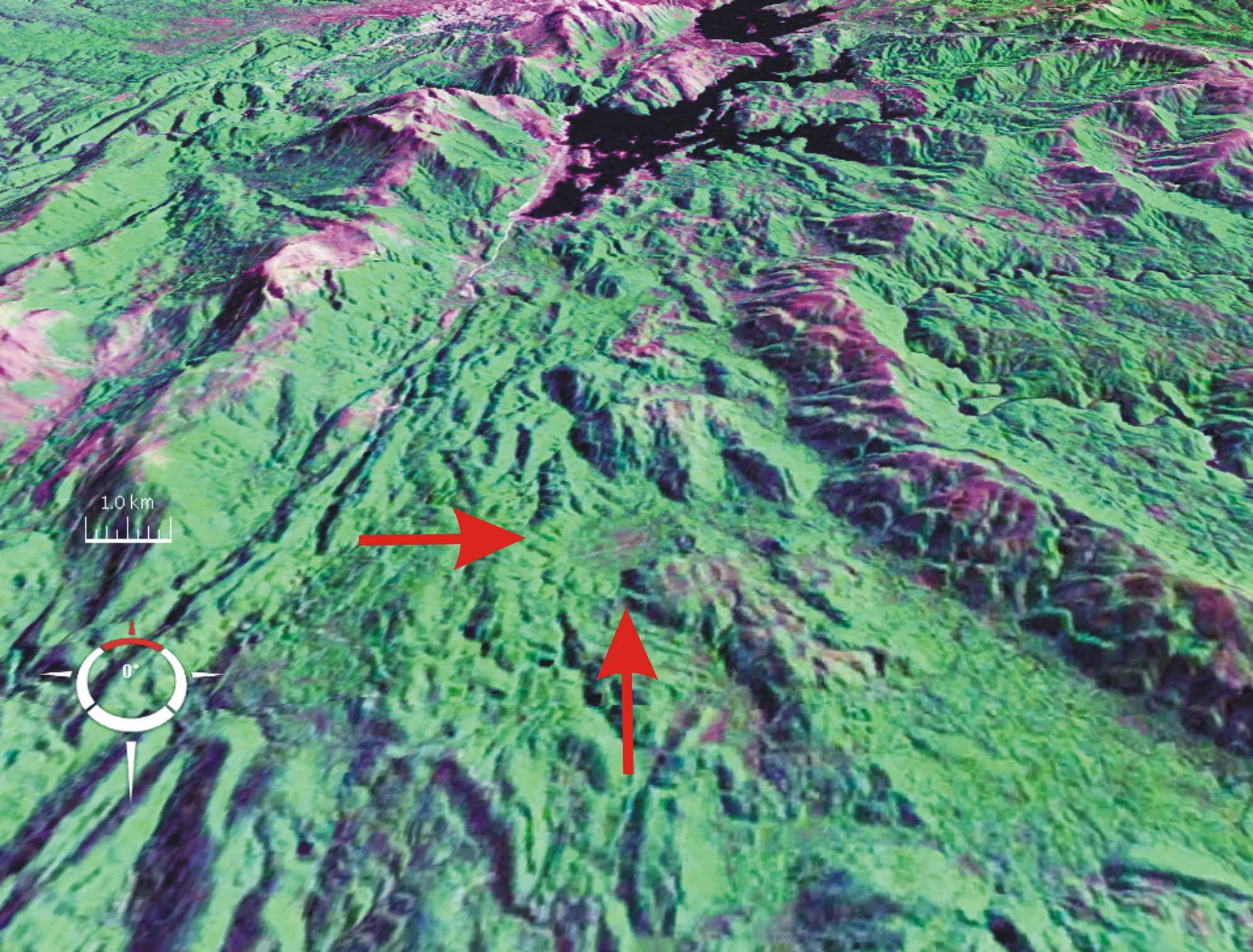
Darwin-Krater (Landsat, Falschfarben-Aufnahme)

Das Vorkommen von Darwin-Glas beschränkt sich auf ein ca. 410 km² großes Streufeld in der Umgebung des Mount Darwin, südlich von Queenstown.
Durch den Nachweis von Coesit, der Hochtemperaturmodifikation von Quarz in einigen Gesteinsproben im Jahr 1962, wurde die Vermutung von Suess bestätigt, dass es sich bei den Gläsern um Bildungen handeln müsste, die im Zusammenhang mit einem Meteoriteneinschlag gebildet wurden. Problematisch war jedoch, dass lange Zeit der Einschlagskrater nicht lokalisiert werden konnte.
1972 entdeckte der Geologe R. J. Ford eine 1,2 km breite Kraterstruktur, etwa 26 km südsüdöstlich von Queenstown. Die unscheinbare morphologische Vertiefung liegt in einem Gebiet, das durch schwachmetamorphe silurische und devonische Tonsteine und Quarzite der Eldon-Gruppe aufgebaut ist. Geophysikalische Untersuchungen und Bohrungen haben gezeigt, dass die topographische Vertiefung mit bis zu 230 m mächtigen Brekzien gefüllt ist, die von 60 m pleistozänen Seesedimenten überlagert werden.
Das Hauptverbreitungsgebiet des Darwin-Glases liegt nördlich, westlich und südlich des Kraters, in einer Entfernung von etwa 2 km. Im Krater selbst ist das Auftreten von Darwin-Glas nur selten beobachtet worden. Eine gewisse Aufkonzentration wird durch das saure Grundwasser begünstigt, das die umgebenden Sedimente korrodiert und z. T. auflöst, das Glas jedoch nicht angreift.
Im Vergleich zur Größe des Kraters zählt das Darwin-Glas zu dem am häufigsten vorkommenden Impaktglas auf der Erde. Berechnungen haben ergeben, dass in einem kraternahen Streufeld von 50 km² mindestens ein Volumen von 11.250 m3 Glassubstanz ausgeworfen wurde. Die größten gefundenen Glasfragmente wiegen über 1 kg, der überwiegende Anteil der Gläser weist jedoch nur ein Gewicht von wenigen Gramm auf. Das Darwin-Glas wurde von tasmanischen Ureinwohnern gesammelt, bearbeitet und weit über die Grenzen des Gebietes hinaus getauscht.

## Eigenschaften
Darwin-Gläser kommen in Form von Tropfen, gerieften, häufig verdrehten Glasfetzen, rundlichen bis ovalen, z. T. schaumigen Glasklumpen vor, deren Oberfläche meist durch elliptische Blasen, Furchen und Fließstrukturen charakterisiert ist. Mitunter sind die glasigen Massen mit Quarzit „verbacken“. Der Anteil der tropfenförmigen Gläser nimmt mit der Entfernung vom Krater zu.
Die Farbe der Darwin-Gläser variiert von weiß (5 %), über hellgrün (31 %) und dunkelgrün (53 %) bis tiefschwarz (11 %). Es konnte nachgewiesen werden, dass die schwarzen Gläser bevorzugt in größerer Entfernung vom Krater vorkommen, während die weißen Gläser kraternah zu finden sind.
Geochemisch unterscheiden sich die Gläser zum Teil grundlegend voneinander. Die grünen Gläser (Typ 1) weisen folgende chemische Zusammensetzung auf: Si02 (80,6–93,9 %), Al203 (3,1–10,6 %), TiO2 (0,2–0,7 %), FeO (0,8–4,2 %), MgO (0,25–2,3 %) und K20 (0,7–2,7 %). Die schwarzen Gläser sind durch einen geringeren SiO2-Gehalt (76,4–84,4 %) und einen höheren Gehalt an Al2O3 (8,2 %), FeO (+1,5 %), MgO (+1,3 %) sowie signifikante Gehalte an Nickel (416ppm), Cobalt (31ppm) und Chrom (162ppm) gekennzeichnet. Die hohen Gehalte von Spurenelementen in der chemischen Zusammensetzung der schwarzen Gläser werden auf die Aufschmelzung von pelitischen Gesteinen sowie Vermischung mit extraterrestrischen Chondrit-Anteilen erklärt. Als Ausgangsmaterial für die weißen Gläser werden Quarzite angesehen.

## Genese
Obwohl für Meteoritenkrater typische Strukturen und Gesteine im Darwin-Krater bisher nicht nachgewiesen sind, stützen die chemische Zusammensetzung, die Lage und Größe des Streufeldes, die Verteilung der Glastypen und -formen, der Nachweis von chondritischen Bestandteilen im Glas und Coesit in den brekziierten Gesteinsfragmenten die Theorie, dass die Darwin-Gläser durch Aufschmelzen der lokalen Sedimentgesteine infolge des Impaktes eines Meteoriten entstanden sind. Berechnungen gehen davon aus, dass der Impakt eines ca. 20–50 m großen Meteoriten eine Energie von etwa 20 Megatonnen freigesetzt hat. Das Alter des Einschlages und damit der Entstehung des Darwin-Glases wurde mittels der Kalium-Argon-Datierungsmethode auf etwa 816.000 (±7.000) Jahren datiert.
Die paläozoischen Gesteine wurde infolge des Aufpralls brekziiert, zum Teil aufgeschmolzen und die geschmolzenen Glasfragmente mit hoher Geschwindigkeit ausgeworfen. Möglicherweise hat damals vorhandene Grundwasser die Bildung von Gesteinsglas begünstigt. Der ballistische Ausstoß der aufgeschmolzenen Gesteinsfragmente mit einer Geschwindigkeit von etwa 850 m/s erfolgte in einer hochturbulenten Wolke.
Nach dem Impakt sammelte sich in dem Einschlagskrater Wasser und es kam zur Bildung und Ablagerung der Seesedimente, die das zertrümmerte Gestein im Krater überlagert haben. Nach Altersbestimmungen verlandete der See etwa vor 30.000 Jahren und verdeckte somit weitgehend die Struktur des Kraters.